# Metro van Shanghai
De metro van Shanghai (上海地铁) voorziet de Chinese metropool Shanghai in veertien van de zestien stadsdelen van efficiënt en goedkoop openbaar vervoer. In 2019 maakten elke dag meer dan tien miljoen reizigers gebruik van de metro. Sinds de opening van de eerste lijn in 1995 is het netwerk zeer snel gegroeid, en vanaf 2010 is dit netwerk het langste metronetwerk ter wereld. Sinds eind 2021 zijn er negentien metrolijnen met in totaal 408 unieke stations en 826 km trajectlengte, en dit aantal wordt in de komende jaren nog verder uitgebreid. Het streven is om in het jaar 2030 een netwerk met 25 lijnen en meer dan 1.000 kilometer lengte te realiseren. De metro is het belangrijkste onderdeel van het openbaar vervoersnetwerk in Shanghai, dat verder bestaat uit bussen en trolleybussen, enkele tramlijnen, een magneettrein die het vliegveld met het stadscentrum verbindt en het begin van een regionaal treinnetwerk.

## Geschiedenis

Evolutie van de metro van Shanghai (tot en met 2018)

In de jaren 80 van de vorige eeuw kende de snel groeiende stad Shanghai veel verkeersproblemen. Het openbaar vervoer bestond nog voornamelijk uit verbindingen per bus en trolleybus. Deze bussen waren geregeld overvol, en niet altijd betrouwbaar vanwege het overbelaste wegennet en de soms gebrekkige techniek.
In het begin van de jaren 90 werd een begin gemaakt met grootschalige uitbreiding van het wegennet, vooral door het aanleggen van verhoogde snelwegen. Hiervoor moesten veel huizen en soms hele wijken worden gesloopt. De bewoners van deze wijken verhuisden vervolgens naar de voorsteden, waardoor de capaciteitsproblemen van het openbaar vervoer nog verder toenamen. Er werd besloten om een metronetwerk aan te leggen.
In 1993 startte het proefbedrijf van de eerste sectie van Lijn 1. In 1995 werd deze eerste metrolijn van Shanghai officieel geopend. Vier jaar later opende Lijn 2. In 2000 startte Lijn 3, en in 2003 opende Lijn 5. Tien jaar na de start van het metroproject werd Lijn 4 geopend. Deze lijn was bedoeld als ringlijn, maar vanwege een bouwongeval kon de ring nog niet volledig worden gesloten.
Eind 2007 werden er drie nieuwe lijnen aan het netwerk toegevoegd. Lijn 6 is de eerste metrolijn die volledig in het stadsdeel Pudong ligt. Vanwege het gebruikte kleinere materieel wordt deze lijn ook wel 'light metro' genoemd. Ook werden Lijn 8 en Lijn 9 geopend. Lijn 4 is nu voltooid, en rijdt voortaan als een volledige ringlijn.
In 2009 starten Lijn 7 en Lijn 11. Lijn 11 bedient ook de stad Kunshan, en is daarmee de eerste metrolijn die de gemeentegrenzen van Shanghai overschrijdt. In 2010 wordt Lijn 10 geopend. Hiermee is het metronetwerk van Shanghai vijftien jaar na de start het langste netwerk ter wereld geworden.
In 2010 organiseert Shanghai de Wereldtentoonstelling Expo 2010. Hiervoor werd er een tijdelijke Lijn 13 ingesteld, die na afloop van de Expo weer gesloten werd om verder uitgebreid te worden. Deze lijn werd permanent geopend in 2012. In 2013 starten Lijn 12 en Lijn 16, en eind 2017 opent Lijn 17. In 2018 volgde de Pujiang Line, een volledig geautomatiseerde metrolijn. Recente toevoegingen aan het metronetwerk zijn de lijnen 18 (2020), 15 en 14 (beide in 2021).
Vrijwel alle metrolijnen zijn sinds de opening één of meerdere keren verlengd, en deze trend zet zich verder voort. Ook zijn er in de nabije toekomst nog een aantal nieuw te openen metrolijnen gepland. De planning was dat het metronetwerk in 2025 een lengte van meer dan 800 kilometer zou hebben en zal het gemiddelde aantal reizen per dag 11,5 miljoen zou bedragen. Het streven is dat er in het stadscentrum binnen 600 meter altijd een metrostation beschikbaar is.

## Lijnennet

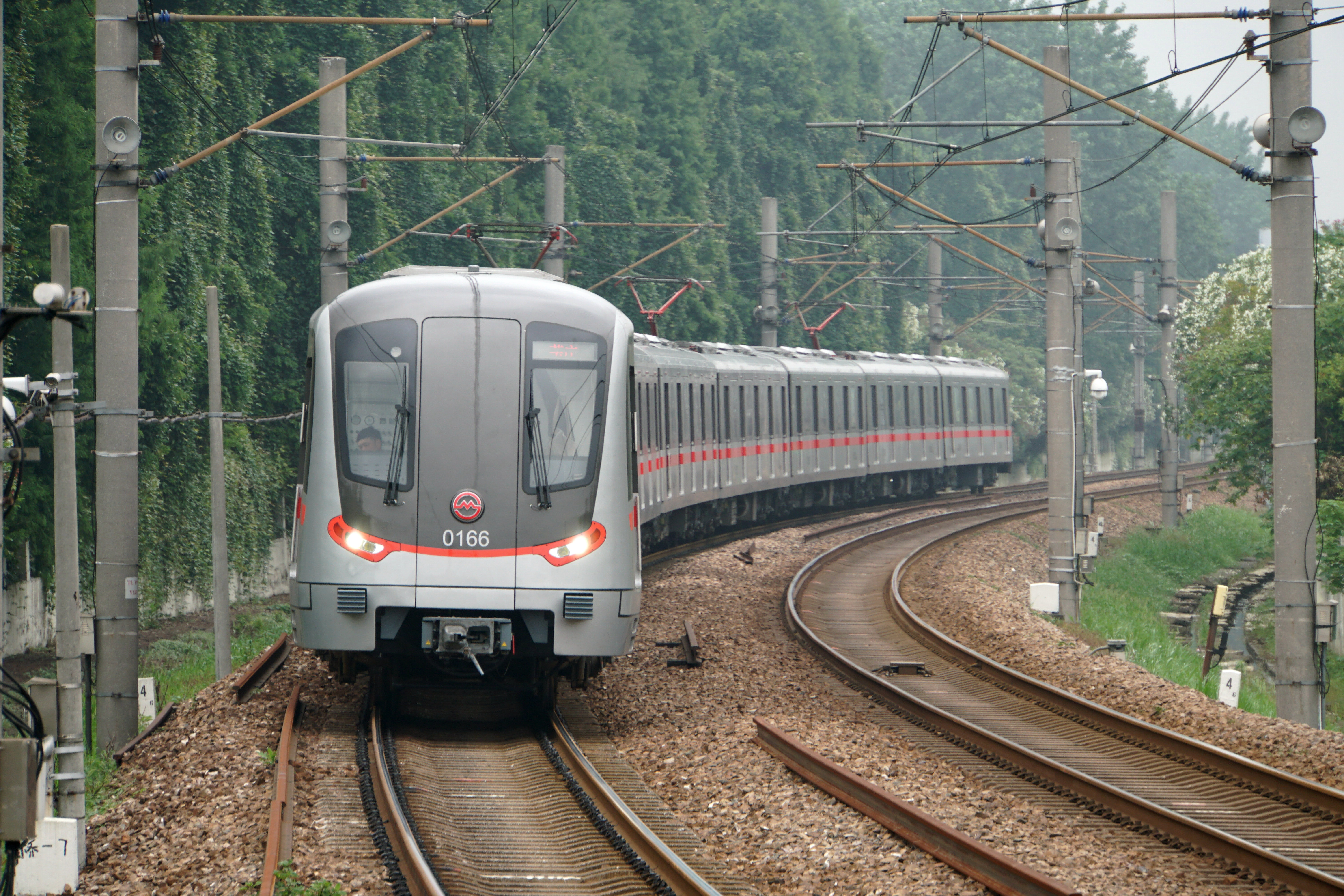
Treinstel van Lijn 1
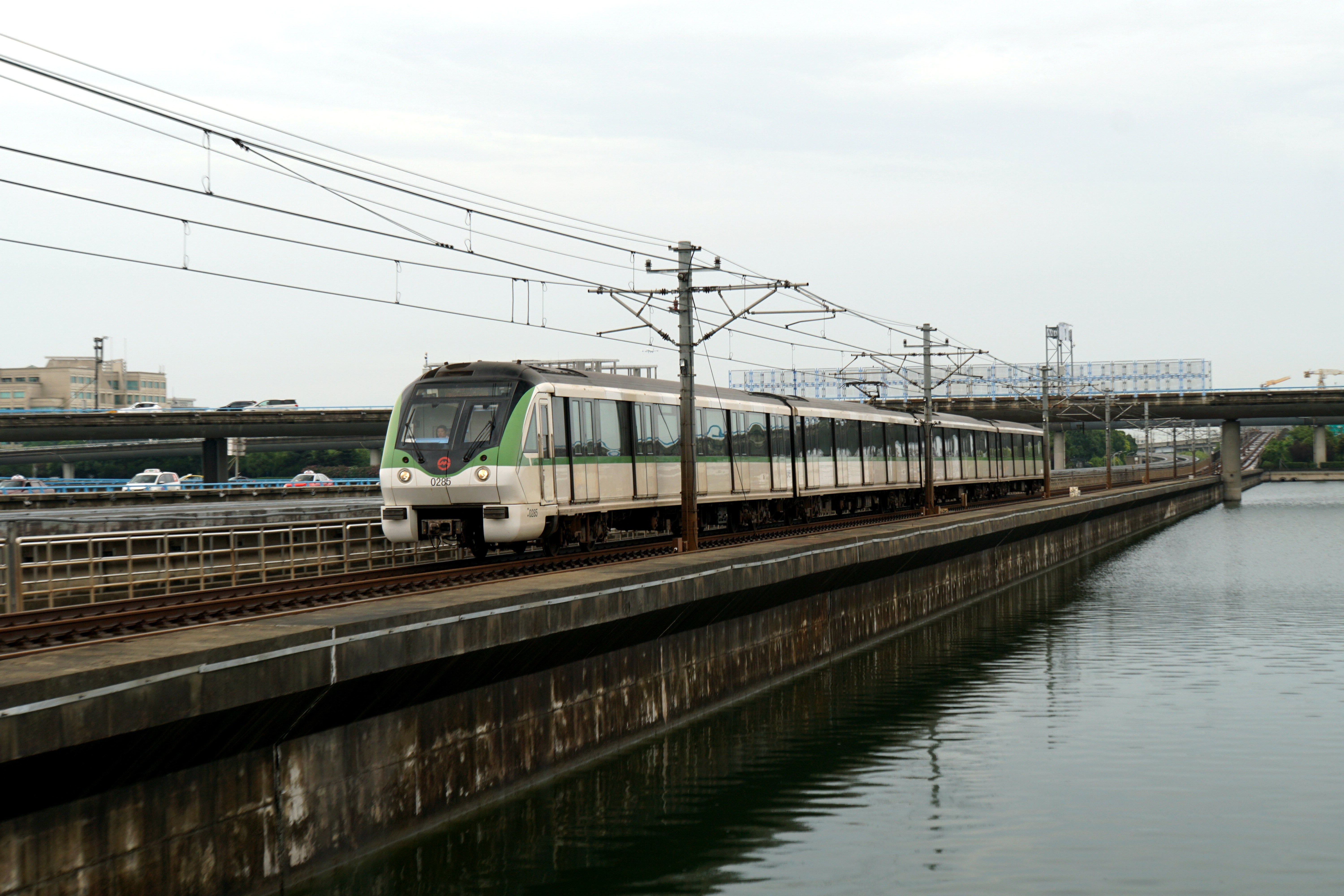
Treinstel van Lijn 2
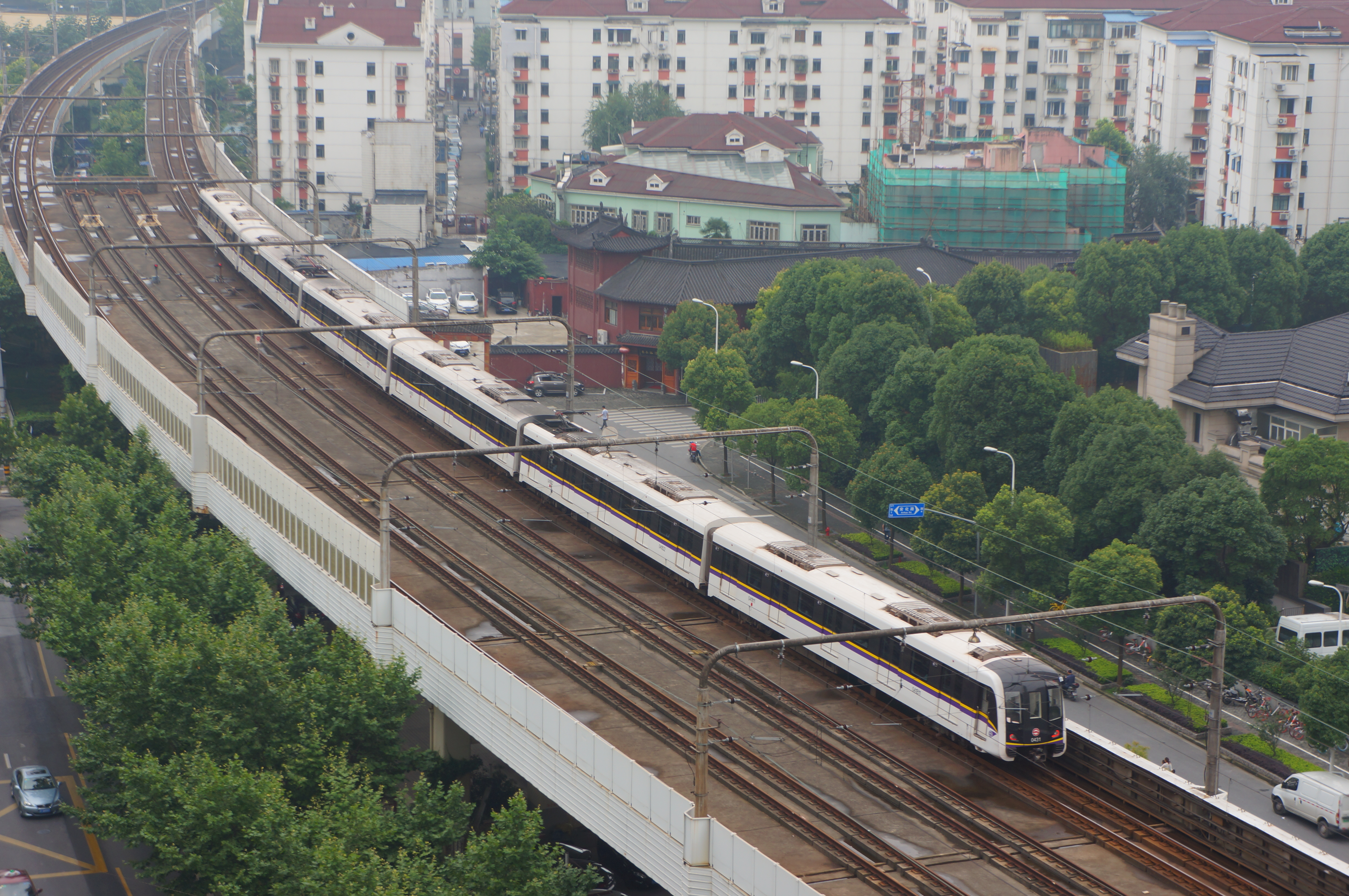
Treinstel van Lijn 3
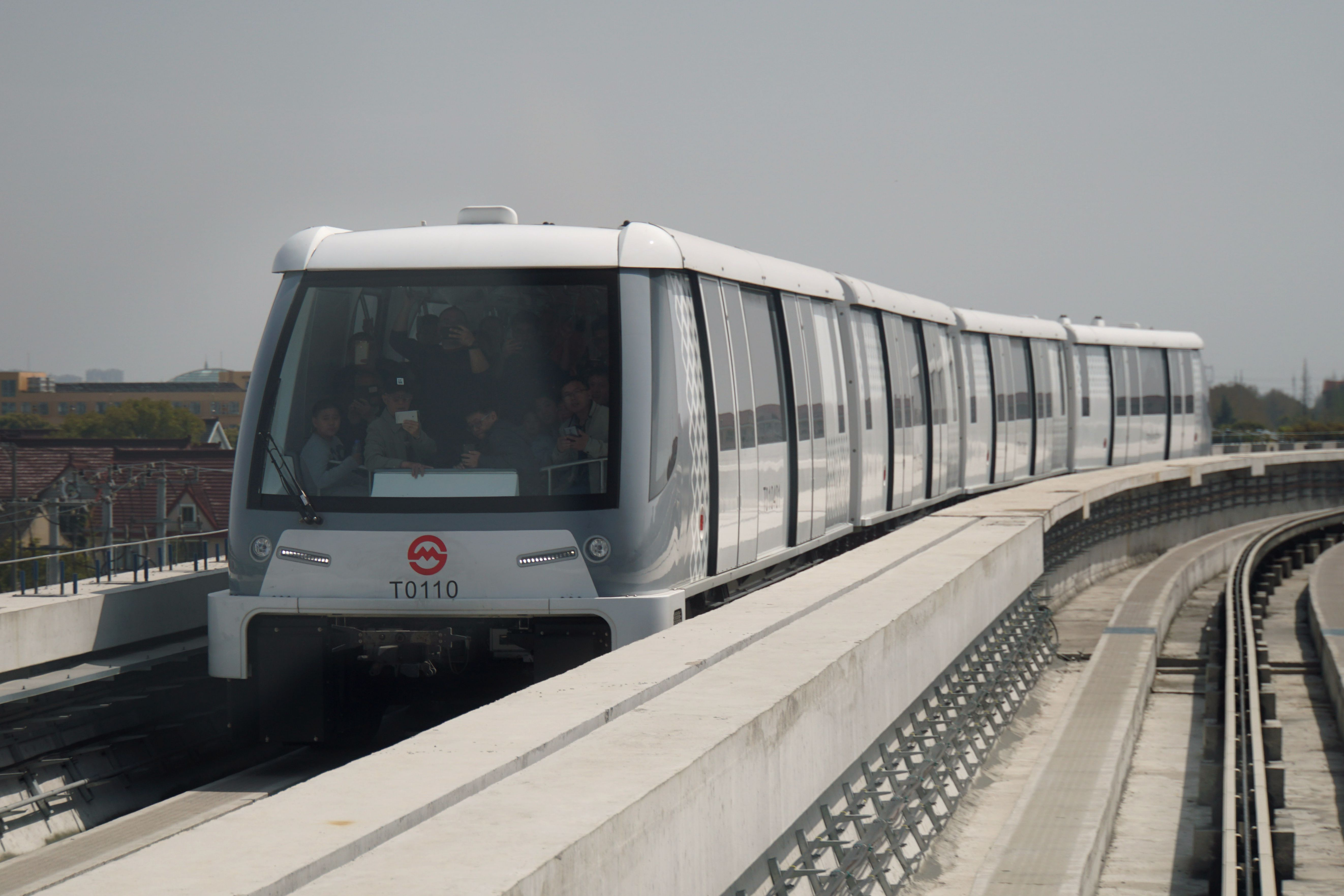
Treinstel van de Pujiang Line

### Lijnen in 2025
Het lijnnennet van de metro van Shanghai bestaat uit 19 lijnen. Elke lijn heeft naast een eigen nummer ook een unieke kleur, die onder meer wordt gebruikt voor de stationsbewegwijzering. Vrijwel alle lijnen rijden over een eigen spoorlijn, afgezien van Lijn 3 en Lijn 4. Deze lijnen maken tussen de stations Hongqiao Road en Baoshan Road gebruik van hetzelfde spoor.
| Lijn    | Begin- en eindpunt                                         | Begin- en eindpunt                                         | Geopend | Laatste uitbreiding | Totale lengte (in km) | Aantal stations |
| ------- | ---------------------------------------------------------- | ---------------------------------------------------------- | ------- | ------------------- | --------------------- | --------------- |
|         |                                                            |                                                            |         |                     |                       |                 |
| Lijn 1  | Fujin Road                                                 | Xinzhuang                                                  | 1993    | 2007                | 36,4                  | 28              |
| Lijn 2  | East Xujing                                                | Pudong International Airport                               | 1999    | 2010                | 63,8                  | 30              |
| Lijn 3  | North Jiangyang Road                                       | Station Shanghai-Zuid                                      | 2000    | 2006                | 40,3                  | 29              |
| Lijn 4  | Ringlijn (sommige treinen hebben Yishan Road als eindpunt) | Ringlijn (sommige treinen hebben Yishan Road als eindpunt) | 2005    | 2007                | 33.7                  | 26              |
| Lijn 5  | Xinzhuang                                                  | Minhang Development Zone / Fengxian Xincheng               | 2003    | 2018                | 32,1                  | 19              |
| Lijn 6  | Gangcheng Road                                             | Oriental Sports Center                                     | 2007    | 2011                | 32,3                  | 28              |
| Lijn 7  | Meilan Lake                                                | Huamu Road                                                 | 2009    | 2014                | 44,2                  | 33              |
| Lijn 8  | Shiguang Road                                              | Shendu Highway                                             | 2007    | 2011                | 37,4                  | 30              |
| Lijn 9  | Station Songjiang-Zuid                                     | Caolu                                                      | 2007    | 2017                | 65,6                  | 35              |
| Lijn 10 | Jilong Road                                                | Station Hongqiao / Hangzhong Road                          | 2010    | 2020                | 45,0                  | 37              |
| Lijn 11 | North Jiading / Huaqiao                                    | Disney Resort                                              | 2009    | 2016                | 82,4                  | 38              |
| Lijn 12 | Qixin Road                                                 | Jinhai Road                                                | 2013    | 2015                | 40,4                  | 32              |
| Lijn 13 | Jinyun Road                                                | Zhangjiang Road                                            | 2012    | 2018                | 38,8                  | 31              |
| Lijn 14 | Fengbang                                                   | Guiqiao Road                                               | 2021    | —                   | 38,2                  | 31              |
| Lijn 15 | Gucun Park                                                 | Zizhu Science-Based Industry Park                          | 2021    | —                   | 42,3                  | 29              |
| Lijn 16 | Longyang Road                                              | Dishui Lake                                                | 2013    | 2014                | 59,0                  | 13              |
| Lijn 17 | Station Hongqiao                                           | Xicen                                                      | 2017    | 2024                | 41,6                  | 14              |
| Lijn 18 | South Changjiang Road                                      | Hangtou                                                    | 2020    | 2021                | 36,5                  | 26              |
| Pujiang | Shendu Highway                                             | Huizhen Road                                               | 2018    | —                   | 6,7                   | 6               |
|         |                                                            |                                                            |         |                     |                       |                 |

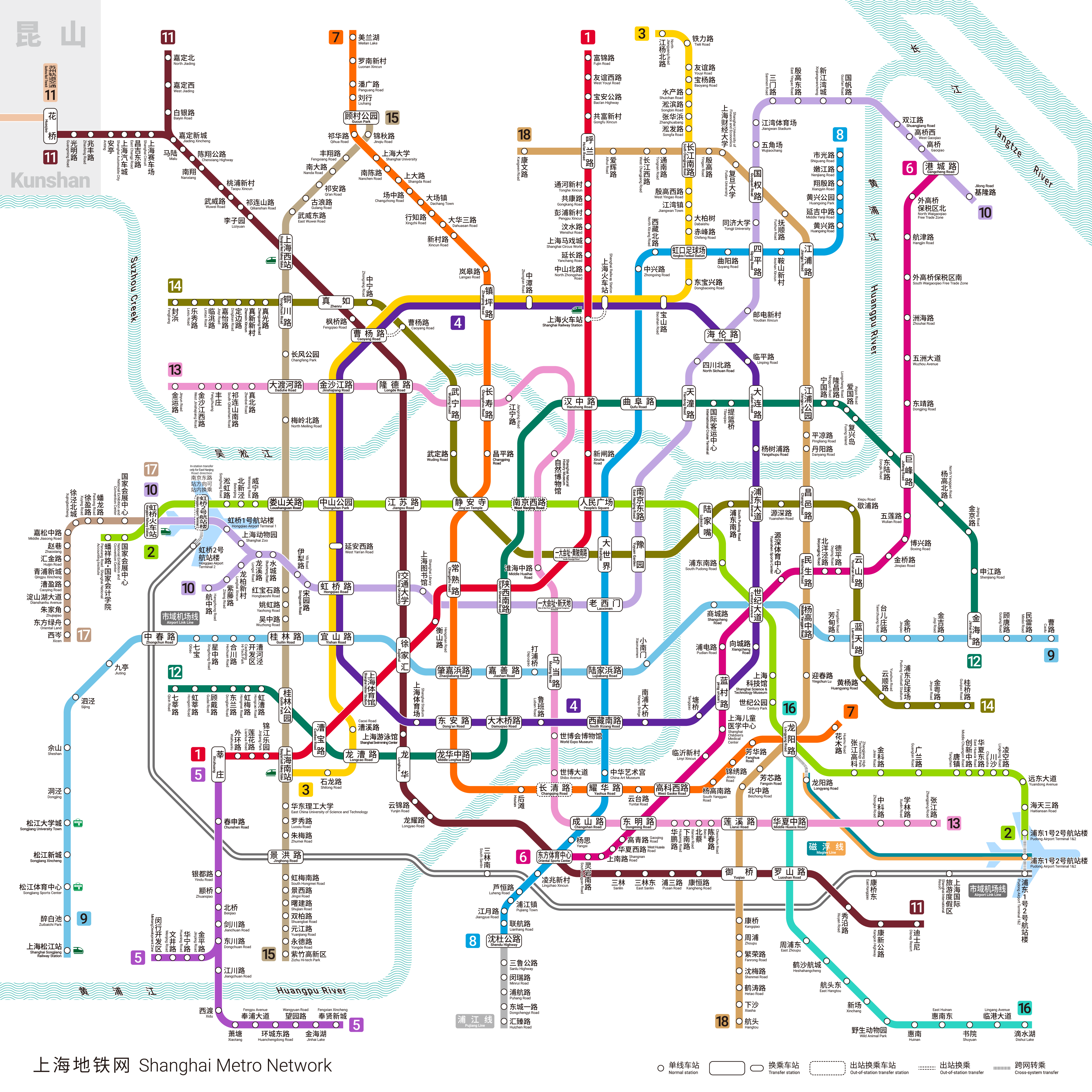
Metro van Shanghai

Naast de metrolijnen zijn er in Shanghai ook twee snellere lijnen, de Jinshan Line van Station Shanghai-Zuid naar Station Jinshan en de maglev van Longyang Road naar Luchthaven Shanghai Pudong. Deze lijnen maken officieel geen deel uit van het metronetwerk.

### Toekomstige uitbreidingen
Het metronetwerk van Shanghai is een van de snelst groeiende ter wereld. In de planningsperiode 2018-2023 werden er zeven nieuwe metrolijnen gepland, naast drie verlengingen van bestaande lijnen en drie nieuwe regionale lijnen.
| Lijn    | Uitbreiding               | Begin- en eindpunt       | Begin- en eindpunt   | Lengte (km) | Aantal stations | Planning |
| ------- | ------------------------- | ------------------------ | -------------------- | ----------- | --------------- | -------- |
|         |                           |                          |                      |             |                 |          |
| Lijn 2  | Westelijke verlenging     | East Xujing              | Panlong Road         | 2           | 1               | 2025     |
| Lijn 13 | Westelijke verlenging     | Jinyun Road              | Zhuguang Road        | 9,8         | 5               | 2025     |
| Lijn 21 | Nieuwe lijn (eerste fase) | Liuchen Road             | Dongjing Road        | 28          | 17              | 2026     |
| Lijn 23 | Nieuwe lijn (eerste fase) | Minhang Development Zone | Shanghai Stadium     | 28,5        | 23              | 2026     |
|         |                           |                          |                      |             |                 |          |
| Lijn 1  | Westelijke verlenging     | Xinzhuang                | North Xinzhuang      | 1,2         | 1               | 2030     |
| Lijn 5  | Zuidelijke verlenging     | Fengxian Xincheng        | Pingzhuang Highway   | 3,5         | 1               | 2030     |
| Lijn 9  | Oostelijke verlenging     | Caolu                    | Station Caolu        | 3           | 1               | 2030     |
| Lijn 19 | Nieuwe lijn               | Hongjian Road            | Baoyang Road         | 44,5        | 32              | 2030     |
| Lijn 20 | Nieuwe lijn (eerste fase) | Jinchang Road            | Gongqing Forest Park | 19,8        | 16              | 2030     |
|         |                           |                          |                      |             |                 |          |

## Stations
Op dit moment heeft het metrosysteem van Shanghai 473 stations.

### Faciliteiten
Alle stationsinformatie is zowel in het  Mandarijn als in het Engels aangegeven. Op de perrons bevinden zich plasmaschermen met vertrekinformatie.
Bij alle stations is de rand van de perrons afgesloten door middel van automatische perrondeuren. De metro's stoppen altijd op een vaste plaats aan het perron, waarbij de deuren van het metrovoertuig zich parallel aan de perrondeuren bevinden.

### Belangrijke stations
Hieronder staan enkele belangrijke stations beschreven.

#### People's Square
People's Square is het kruispunt tussen Lijn 1, Lijn 2 en Lijn 8 en is het drukste station van de stad en ook de grootste hub. Het ligt midden in het centrum en is omgeven door grote kantoorgebouwen, winkelcentra en verschillende belangrijke toeristische attracties. Gedurende de piekuren is het er extreem druk. Bij de opening van het station was er slechts één tunnel tussen de perrons van de beide lijnen; heden ten dage is er een tweede tunnel aangelegd en is tegelijkertijd het voetgangersverkeer eenrichtingsverkeer gemaakt. Buiten de piektijden is het op dit station ook nog opvallend druk, wat met name veroorzaakt wordt door toeristen.
Eens buiten de metro-zone is er een gigantisch ondergronds winkelcentrum dat enkel toegankelijk is via de metro-ingangen.

#### Longyang Road
Het metrostation Longyang Road is het dichtstbijzijnde metrostation bij de stad waar de maglevtrein stopt. Deze supersnelle magneettrein, die 430 km/h haalt, zorgt voor extra verbinding tussen het internationale vliegveld van de stad met het metronet. De maximumsnelheid is maar op bepaalde tijdstippen van de dag, tijdens de spitsuren is de snelheid vertraagd tot 300 km/u. Sinds 2021 wordt het metrostation bediend door vier lijnen (naast de maglev).

#### Lujiazui
Lujiazui op Lijn 2 is een belangrijke halte in Pudong. De halte ligt midden in het nieuwe financiële centrum van Shanghai. Ook de Oriental Pearl Tower, de Jin Mao Tower en Shanghai World Financial Center liggen allemaal op loopafstand. Deze laatste wolkenkrabber was bij de oplevering en tot 2010 de wolkenkrabber met de hoogste dakverdieping van de wereld.

#### Station Shanghai
Station Shanghai is een ander belangrijk station in Shanghai. Hier komen Lijn 1 en Lijn 3 bij elkaar in het noorden van de stad (de beide lijnen komen ook in het zuiden nog tweemaal bij elkaar, waarvan één keer bij een overstapstation). Naast deze twee metrolijnen liggen hier bovendien ook de belangrijkste treinstations van de stad en zijn er veel busroutes die vanaf hier vertrekken naar de binnenstad en andere plaatsen binnen de provincie.

#### Century Avenue
Het metrostation Century Avenue in Pudong, dat door vier lijnen bediend wordt (2, 4, 6 en 9) is ook van de drukkere stations van het metronet. Het station ligt in Pudong onder het wegdek van de gelijknamige straat. Het werd in 2009 het eerste metrostation op het Chinese vasteland dat door vier metrolijnen werd bediend, in 2021 volgde ook het hierboven beschreven station Longyang Road met vier metrolijnen, een station ook gelegen in Pudong dat tevens stopplaats is voor de maglev. En eind 2021 werd ook Caoyang Road in Putuo een station liggend aan vier lijnen, hoewel hier opgemerkt moet worden dat de lijnen 3 en 4 hier de perrons, sporen en het traject delen.

## Betalingssysteem
Zoals in veel metrosystemen wordt in de metro van Shanghai het tarief bepaald aan de hand van de afstand. De afstand wordt berekend als de kortste route tussen het station van vertrek en het station van aankomst, en laat overstappen van lijn tot lijn toe. Enkel wanneer een overstap het verlaten van de betaalzone van het metrostation betreft en het terug betreden van de zone in dit of een ander station, dient een tweede ticket aangekocht te worden, met terug dezelfde afstandsgebaseerde prijs voor het tweede deel van het traject. Het tarief varieert van 3元 (yuan) voor afstanden kleiner dan 6 km tot 15元 (yuan) voor het langst mogelijke traject op het metronetwerk, met name van Oriental Land naar Dishui Lake. Er is ook een tijdslimiet van vier uur. Wie langer dan vier uur onderweg is, moet een toeslag betalen. De prijs van de metrotickets is al ongewijzigd sinds 15 september 2005.
De metro van Shanghai biedt ook dagpassen aan, van 18元 (yuan) voor een dag, tot 45元 (yuan) voor drie dagen. Tot slot zijn er ook combitickets van een metrodagpas met een enkele of retourrit op de maglev, deze kosten respectievelijk 55 en 85元.

### Openbaarvervoerkaart
Om te betalen zijn er kaartjes voor een enkele reis te koop, met printbare RFID-tag of kan de Openbaarvervoerkaart Shanghai gebruikt worden, wat een kaart is die naast op het metronetwerk, ook op het busnet, en bij sommige taximaatschappijen gebruikt kan worden. Deze kaarten werken tot op enkele centimeters afstand van de sensor. De kaartjes zijn te koop bij kaartautomaten waar met muntgeld kan worden betaald, of bij balies op elk station waar ook met briefgeld kan worden betaald. Bij de balies zijn vaak echter lange rijen te vinden waardoor het aan te bevelen is om genoeg kleingeld op zak te hebben.
De herbruikbare contactloze kaarten kunnen ook verkregen worden bij een van de vele balies en kost 20元 (yuan) om aan te schaffen. Als de kaart weer wordt ingeleverd, wordt dit bedrag weer geretourneerd. Na aanschaf kan de kaart in de balies, maar ook in verschillende 24-uurs winkeltjes worden opgeladen. Deze kaart kan tevens gebruikt worden om te betalen in de openbare bussen, taxi's, McDonald's en uiteraard de winkeltjes waar je deze kunt opladen. Het gebruik van de contactloze kaart in de metro levert geen korting op bij gebruik van metro, maar wel bij gebruik van de overzetboot (0,1 RMB) of bij gebruik van de bus binnen 30 minuten na het gebruiken van de kaart (metro, andere bus). Deze korting bedraagt 1RMB.
In sommige metrostations zijn in- en uitgangspoortjes die alleen met de contactloze kaart gebruikt kunnen worden, deze zijn meestal dichter bij de uitgang om zodoende het gebruik van deze kaart verder te stimuleren.
Tot slot kan men ook mobiel betalen via een smartphone app. Daduhio (in het Engels aangeduid als Metro Metropolis) werd geïntroduceerd in januari 2018. Met de app scant men een QR code bij het betreden van de betaalzone in het vertrekstation en een code bij het verlaten van de zone in het station van aankomst. De kostprijs wordt dan van de gekoppelde rekening afgetrokken. Onder meer Alipay, WeChat Pay, Union Pay en Apple Pay worden ondersteund.

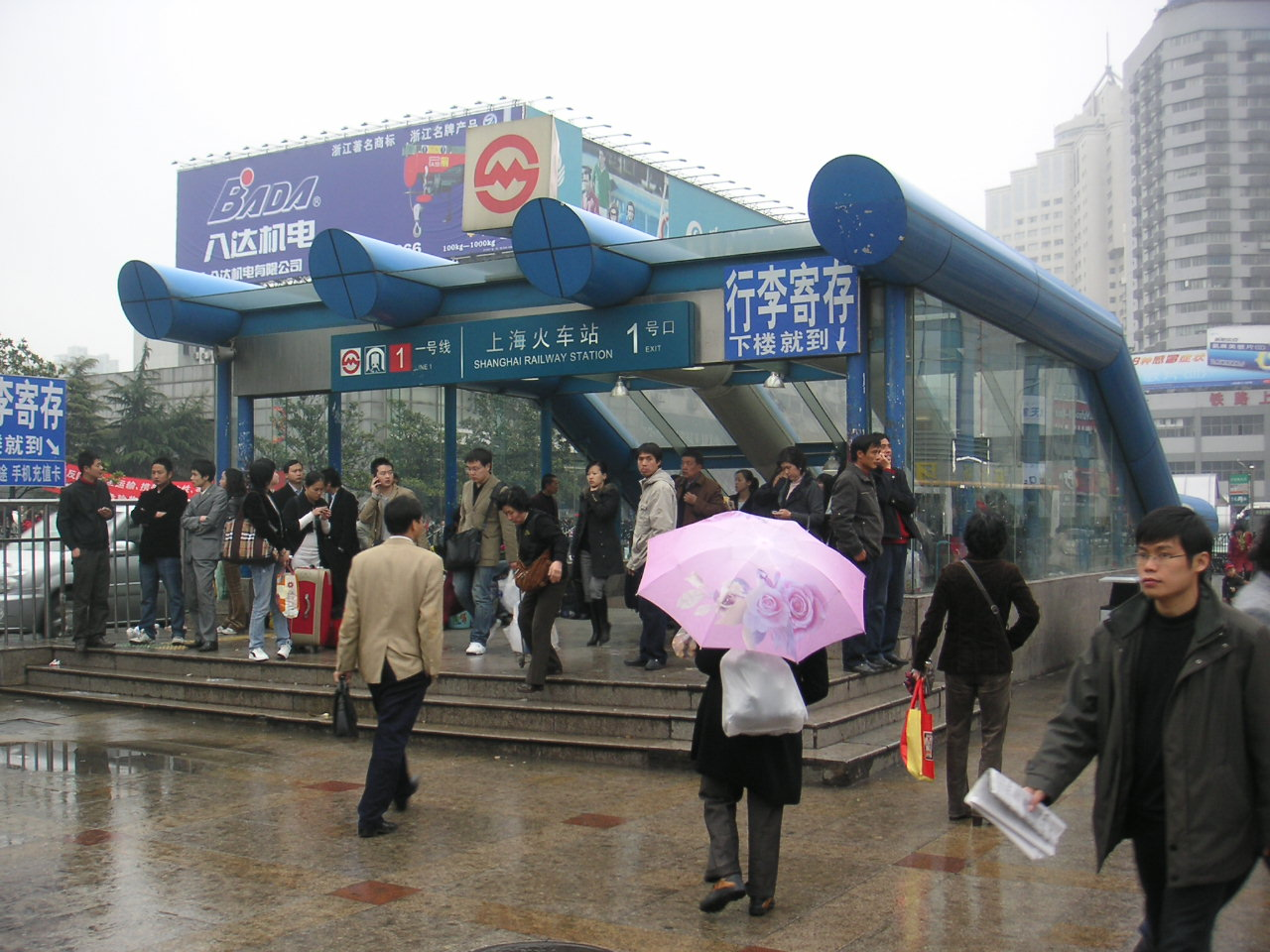
Metro-ingang van lijn 1 bij Station Shanghai

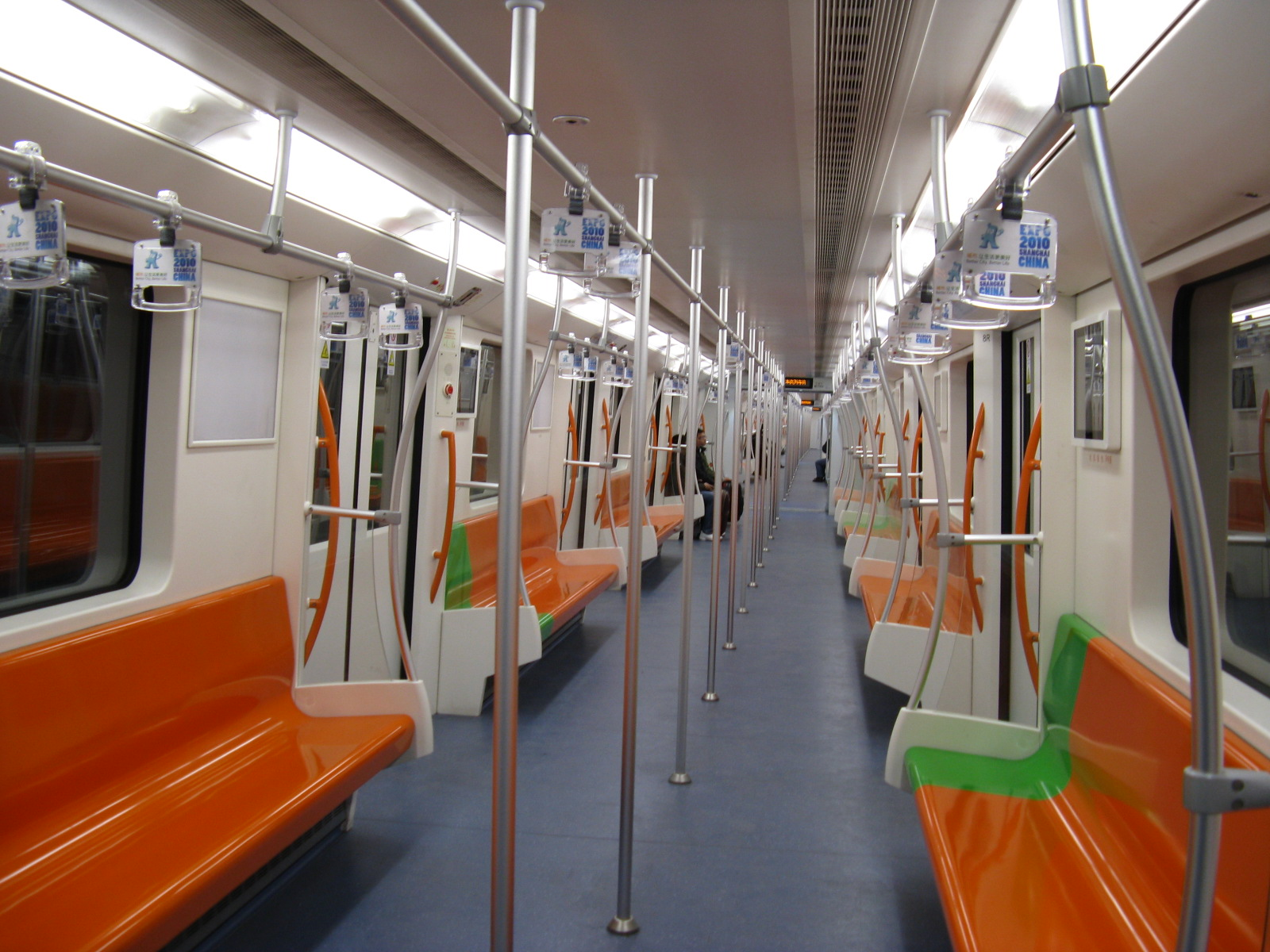
Leeg treinstel van lijn 7

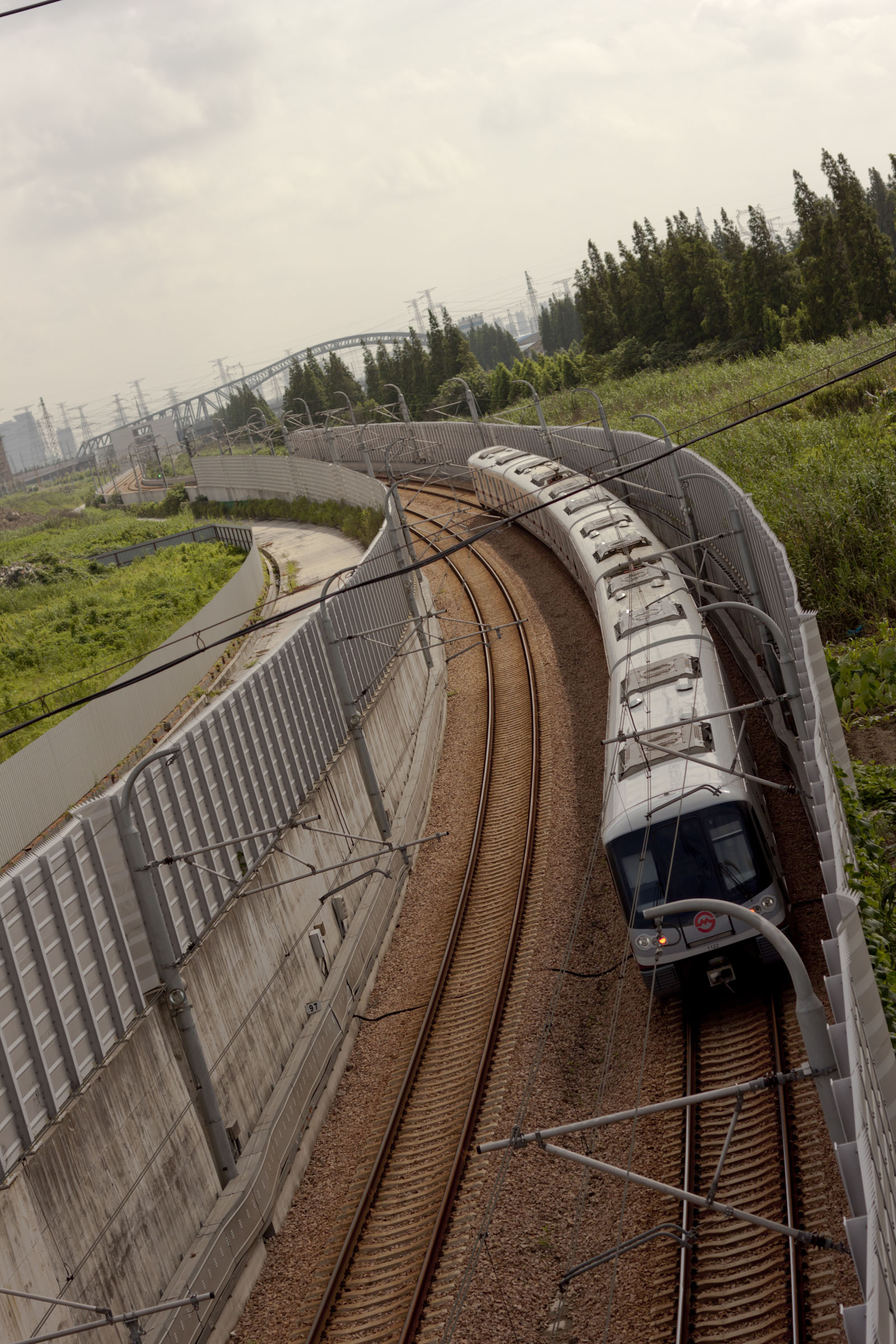
Lijn 11 onderweg

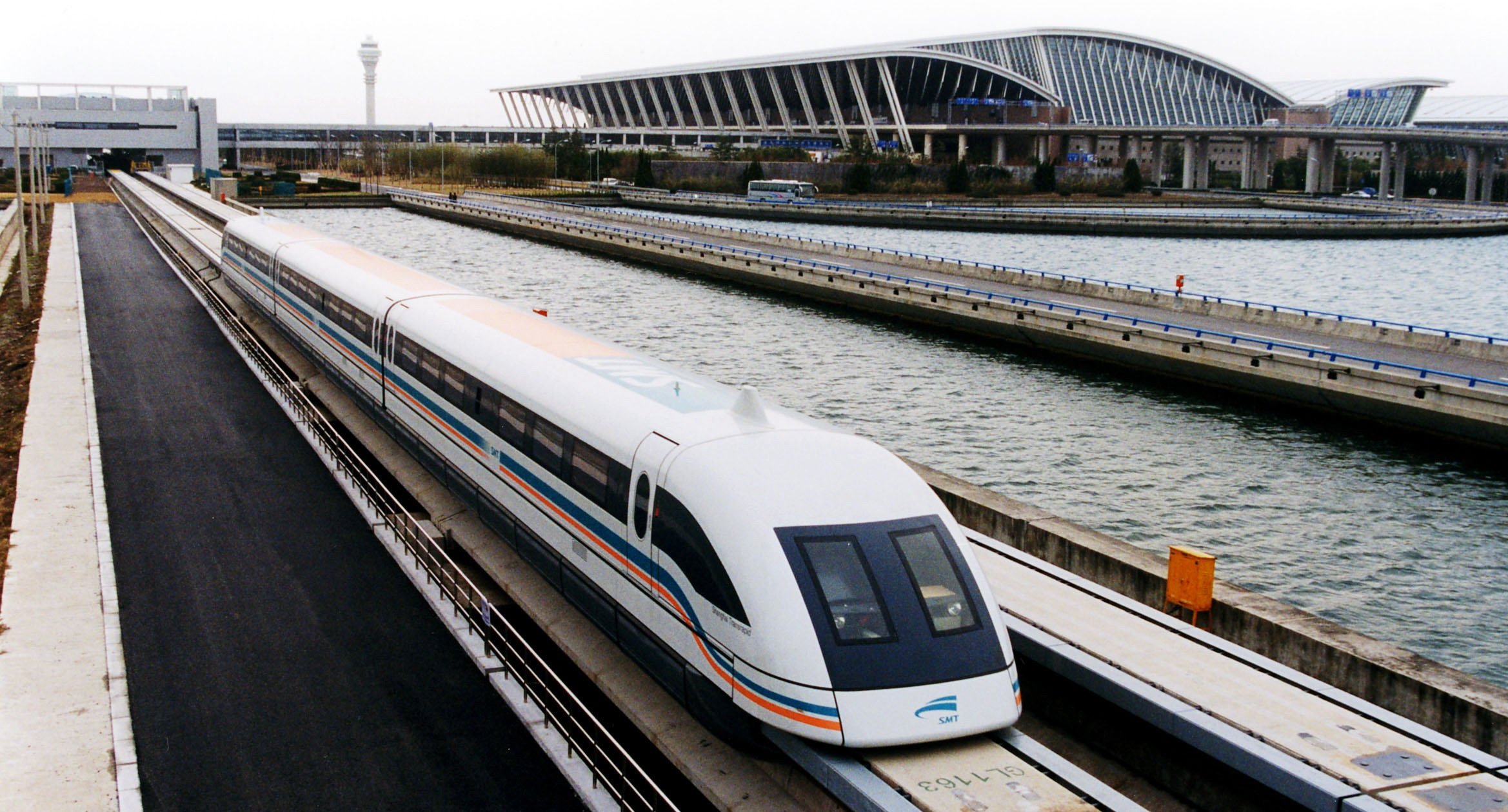
Maglev-trein bij Luchthaven Shanghai Pudong

## Verkoop
Op de meeste stations zijn kleine verkoopstalletjes te vinden. Vaak zijn deze niet groter dan 2m². Hier worden voornamelijk dameskleding, flesjes drinken en telefoonkaarten verkocht. Ook is er een aantal krantenverkopers te vinden. In de grotere stations zijn ook kleine eetgelegenheden te vinden waar bijvoorbeeld noedels of sushi worden verkocht.

## Techniek
Het metronet is in tegenstelling tot metro's in veel andere steden uitgerust met een bovenleidingsysteem. Op deze bovenleiding staat een spanning 1500V. De spoorwijdte is normaalspoor, ofwel 1435 mm. Op topsnelheid rijden de treinstellen met een snelheid van 80 km/u.
Voor het gemak van de bestuurder en passagiers is in alle metro's airconditioning aanwezig.

## Exploitatie
Er zijn vier bedrijven die de Shanghainese metro exploiteren, hoewel allemaal dochterbedrijven van de Shanghai Shentong Metro Group:
- Shanghai No.1 Metro Operation Co., Ltd. beheert lijn 1, 5, 9 en 10.
- Shanghai No.2 Metro Operation Co., Ltd. beheert lijn 2, 11, 13 en 17.
- Shanghai No.3 Metro Operation Co., Ltd. beheert lijn 3, 4, 7 en 15 en zal lijn 21 beheren.
- Shanghai No.4 Metro Operation Co., Ltd. beheert lijn 6, 8 en 12.

De firma die de maglev tussen Pudong en de luchthaven van Pudong uitbaat, is ook de uitbater van lijn 16 en lijn 18.